# 布利希沃季
50°3′0″N 24°4′23″E / 50.05000°N 24.07306°E
布利希沃季（烏克蘭語：Блищиводи），是烏克蘭西部的村莊，隸屬利維夫州的利維夫區。該村面積0.87平方公里，2001年人口309，人口密度每平方公里355.58人。